# Municipio de Madona
El municipio de Madonas (en Letón: Madonas novads) es uno de los 36 municipios de Letonia, se encuentra localizado en el centro-este de dicho país báltico. Fue creado durante el año 2009 después de una reorganización territorial. La capital es la villa de Madona.

## Subdivisiones
- Madona (villa)
- Aronas pagasts (zona rural)
- Barkavas pagasts (zona rural)
- Bērzaunes pagasts (zona rural)
- Dzelzavas pagasts (zona rural)
- Kalsnavas pagasts (zona rural)
- Lazdonas pagasts (zona rural)
- Liezēres pagasts (zona rural)
- Ļaudonas pagasts (zona rural)
- Mārcienas pagasts (zona rural)
- Mētrienas pagasts (zona rural)
- Ošupes pagasts (zona rural)
- Praulienas pagasts (zona rural)
- Sarkaņu pagasts (zona rural)
- Vestienas pagasts (zona rural)

## Población y territorio
Su población se encuentra compuesta por un total de 28.110 personas (2009). La superficie de este municipio abarca una extensión de territorio de unos 2.153,4 kilómetros cuadrados. La densidad poblacional es de 13,05 habitantes por cada kilómetro cuadrado.